# BMC Racing Team/2012
Deze pagina geeft een overzicht van de samenstelling van BMC Racing Team-wielerploeg in 2012. Het team was dit seizoen een van de 18 teams die het recht hadden, maar ook de plicht, deel te nemen aan alle wedstrijden van de UCI World Tour. NIeuw in de ploeg waren onder andere Philippe Gilbert, winnaar van de UCI World Tour 2011, en Thor Hushovd, die daarmee de derde oud-wereldkampioen werd in de ploeg.

## Algemeen
Algemeen manager: Jim Ochowicz
Teammanager:John Lelangue
Ploegleiders: Fabio Baldato, Michael Sayers, Maximilian Sciandri, Rik Verbrugghe, Noël Dejonckheere
Fietsmerk: BMC
Kleding: Hincapie Sportswear
Budget: niet bekend
Kopmannen: Alessandro Ballan, Cadel Evans, Philippe Gilbert, Thor Hushovd, Greg Van Avermaet

## Renners
| Naam               | Geboortedatum | Nationaliteit       | Ploeg 2011          |
| ------------------ | ------------- | ------------------- | ------------------- |
| Alessandro Ballan  | 06-11-1979    | Italië              |                     |
| Adam Blythe        | 01-11-1989    | Verenigd Koninkrijk | Omega Pharma-Lotto  |
| Brent Bookwalter   | 16-02-1984    | Verenigde Staten    |                     |
| Marcus Burghardt   | 30-06-1983    | Duitsland           |                     |
| Steven Cummings    | 19-03-1981    | Verenigd Koninkrijk | Sky ProCycling      |
| Yannick Eijssen    | 26-06-1989    | België              |                     |
| Cadel Evans        | 14-02-1977    | Australië           |                     |
| Mathias Frank      | 09-12-1986    | Zwitserland         |                     |
| Tejay van Garderen | 12-08-1988    | Verenigde Staten    | Team HTC-High Road  |
| Philippe Gilbert   | 05-07-1982    | België              | Omega Pharma-Lotto  |
| George Hincapie    | 29-06-1973    | Verenigde Staten    |                     |
| Thor Hushovd       | 18-01-1978    | Noorwegen           | Team Garmin-Cervélo |
| Martin Kohler      | 17-07-1985    | Zwitserland         |                     |
| Klaas Lodewyck     | 24-03-1988    | België              | Omega Pharma-Lotto  |
| Amaël Moinard      | 02-02-1982    | Frankrijk           |                     |
| Steve Morabito     | 30-01-1983    | Zwitserland         |                     |
| Taylor Phinney     | 27-06-1990    | Verenigde Staten    |                     |
| Marco Pinotti      | 25-02-1976    | Italië              | Team HTC-High Road  |
| Manuel Quinziato   | 30-10-1979    | Italië              |                     |
| Timothy Roe        | 28-10-1989    | Australië           |                     |
| Mauro Santambrogio | 04-10-1984    | Italië              |                     |
| Ivan Santaromita   | 30-04-1984    | Italië              |                     |
| Michael Schär      | 26-05-1986    | Zwitserland         |                     |
| Johann Tschopp     | 01-07-1982    | Zwitserland         |                     |
| Greg Van Avermaet  | 17-05-1985    | België              |                     |
| Danilo Wyss        | 26-08-1985    | Zwitserland         |                     |

## Belangrijke overwinningen
| Parijs-Nice Jongerenklassement: Tejay van Garderen Internationaal Wegcriterium 2e etappe (individuele tijdrit): Cadel Evans Eindklassement: Cadel Evans Puntenklassement: Cadel Evans Ronde van het Baskenland Sprintklassement: Marco Pinotti Ronde van Trentino 1e etappe (ploegentijdrit): Taylor Phinney, Alessandro Ballan, Marco Pinotti, Yannick Eijssen, Mathias Frank, Ivan Santaromita, Danilo Wyss, Timothy Roe Ronde van Toscane Winnaar: Alessandro Ballan Ronde van Italië 1e etappe (individuele tijdrit): Taylor Phinney 21e etappe (individuele tijdrit): Marco Pinotti Critérium du Dauphiné 1e etappe: Cadel Evans Puntenklassement: Cadel Evans NK wielrennen Zwitserland - wegwedstrijd: Martin Kohler Ronde van Oostenrijk 7e etappe (individuele tijdrit): Marco Pinotti | Ronde van Frankrijk Jongerenklassement: Tejay van Garderen Parijs-Corrèze 1e etappe: Adam Blythe Ronde van Utah 5e etappe: Johann Tschopp Eindklassement: Johann Tschopp Eneco Tour 7e etappe: Alessandro Ballan Ronde van Colorado 2e etappe: Tejay Van Garderen 7e etappe (individuele tijdrit): Taylor Phinney Ronde van Spanje 9e etappe: Philippe Gilbert 13e etappe: Steven Cummings 19e etappe: Philippe Gilbert Memorial Frank Vandenbroucke Winnaar: Adam Blythe Ronde van Peking 6e etappe: Steven Cummings |

2007 · 2008 · 2009 · 2010 · 2011 · 2012 · 2013 · 2014 · 2015 · 2016 · 2017 · 2018 · 2019 · 2020
AG2R-La Mondiale · Astana · BMC Racing Team · Euskaltel-Euskadi · FDJ-Big Mat · Team Garmin-Sharp-Barracuda · Katjoesja · Lampre-ISD · Liquigas-Cannondale · Lotto-Belisol · Team Movistar · Omega Pharma-Quick Step · Orica-GreenEdge · Rabobank · RadioShack-Nissan-Trek · Saxo Bank-Tinkoff Bank · Sky ProCycling · Vacansoleil-DCM